# Sarlo al II-lea de Hauteville
Sarlo al II-lea (Serlo, Serlone, Serlon) (n. 1027/1035 – d. 1072) a fost un nobil normand din dinastia Hauteville, stabilit în sudul Italiei alături de numeroșii săi unchi și veri.
Sarlo era fiul tatălui său omonim Sarlo I de Hauteville, care, spre deosebire de cea mai mare parte a numeroasei familii întemeiate de Tancred de Hauteville, a rămas în Normandia. Sarlo, spre deosebire de tatăl său, a luat calea Italiei, unde l-a urmat pe unchiul său vitreg, Roger Bosso în jurul anului 1056, dat fiind că a fost consemnat ca fiind prezent în Calabria în 1060.
De asemenea, el s-a alăturat lui Roger în cadrul expediției acestuia în Sicilia din 1060 și, anul următor, a participat la distrugerea sarazinilor la capul Farò, prevenind astfel retragerea acestora către Messina. Cu toate acestea, expediția în sine a fost un eșec. Serlo l-a însoțit pe Roger și cu ocazia campaniei din Sicilia de mai târziu, din 1065, fiind unul dintre comandanți și având sarcina de a păstra orașul Cerami în fața atacului sarazinilor. El a preîntâmpinat trimiterea de întăriri de către sarazinii din fortăreața din centrul insulei Enna, atunci când, în 1071, Palermo a căzut sub normanzi. În 1072, alături de mica sa trupă de cavaleri, a fost prins într-o ambuscadă în apropiere de Nicosia de către o numeroasă armată sarazină. Normanzii au reușit să urce până în vârful unei stânci, unde au luptat până la ultimul. Stânca va fi comemorată și numită Pietra di Serlone.
Sarlo a fost numit senior de Gerace, Serrata, Surito și Cerami cu puțin timp înainte de a muri, drept pentru care nu a preluat niciodată controlul asupra acestor fiefuri. El a fost căsătorit cu Altruda, fiică a contelui Rudolf de Boiano, cu care a avut doi copii: Sarlo și Eliusa. Ulterior, Altruda s-a recăsătorit cu Ingelmarius, de asemenea nobil normand.